# Víctor Martínez (beisbolista)
Víctor Jesús Martínez (Ciudad Bolívar, Venezuela, 23 de diciembre de 1978) es un ex-beisbolista profesional venezolano que jugó en la posición de cátcher, primera base y bateador designado para los Detroit Tigers en la Major League Baseball.En Venezuela perteneció a Caribes de Anzoátegui. Es conocido como V-MART. Actualmente es propietario del caballo King Guillermo

## Carrera
Comenzó siendo firmado por los Indios de Cleveland en 1996 para jugar en las Ligas Menores, después de ganar el título de bateo en 2001 y 2002, debuta en las grandes ligas el 10 de septiembre de 2002 con Cleveland, en un juego contra los Toronto Blue Jays, donde conectó un hit e impulsó dos carreras.
En 2003 Martínez es bajado a Triple A, juega con los Bisontes de Buffalo dejando 63 carreras impulsadas y un promedio al bate de .315. Es seleccionado para participar en el Juego de las Estrellas del Futuro que se llevaría a cabo en U.S Cellular Field de Chicago. Entre 2001 y 2003 el venezolano dejó un promedio al bate de .330, con 40 jonrones y 194 RBI.
En 2004 comienza la campaña con los Indios de Cleveland, siendo el receptor estelar. En su primera temporada completa en las grandes ligas Víctor hizo un buen trabajo defensivo, dejando un promedio al bate de .283 con 23 cuadrangulares. Estableció un nuevo para los receptores de Cleveland con 108 RBI. Compartió el bate de plata con Iván Rodríguez y participó en su primer Juego de Estrellas de las Grandes Ligas de Béisbol.
En 2005 terminó la temporada con promedio de .305, 20 jonrones y 80 RBI.
En 2006 los Indios empezaron a utilizarlo de vez en cuando en la primera base. Ese año dejó 100 bases robadas más que cualquier otro receptor de las grandes ligas. Participó en el Clásico Mundial de Béisbol 2006 con el equipo de Venezuela. 
En 2007 bateó 25 cuadrangulares y 114 RBI, quedó séptimo en la votación para el MPV 2007.
En 2009 es seleccionado para participar en el Juego de las Estrellas, fue canjeado a Boston por los lanzadores Justin Materson, Nick Hagadone y Bryan Price en la mitad de temporada.